# Helianthemum petrerense
Helianthemum petrerense är en solvändeväxtart som beskrevs av Pérez Dacosta och Gonzalo Mateo. Helianthemum petrerense ingår i släktet solvändor, och familjen solvändeväxter. Inga underarter finns listade i Catalogue of Life.